# Club Deportiu La Cava
El Club Deportiu La Cava es un club de fútbol español, del municipio de La Cava, en la localidad de Deltebre, Provincia de Tarragona, España. Fue fundado en 1931 y actualmente juega en el grupo 6 de la Segona Catalana, sexta categoría en el fútbol español.
Asimismo, y habiéndose reconocido como más que un club, el CD LA CAVA representa los valores de los caveros y caveras de nuestro municipio, liderando de este modo los intereses propios de todos los socios y simpatizantes. Es además, el organizador principal de las fiestas mayores en honor a nuestro patrón San Roque, que se celebran alrededor del 16 de agosto. 
Reconocido por lo tanto como más que un club.

## Historia
El club fue fundado por Blai Sanchis Carles en 1931. Debutó en categoría nacional en 1955, jugando durante seis temporadas consecutivas en Tercera División.
Tras casi dos décadas militando en categorías regionales, la temporada 1976/77 logró regresar a Tercera, donde nuevamente se mantuvo seis años. La temporada 1982/83 finalizó la liga en 19.ª posición, descendiendo a Regional Preferente. Sin embargo, la situación económica del club le obligó a renunciar a esta categoría, bajando directamente a Primera Regional.

## Estadio
Desde la temporada 1981/82 el CD La Cava juega como local en el Camp Nou de Deltebre. El recinto, originalmente propiedad del CD La Cava, pasó a ser propiedad municipal en 1985. El verano de 2009 el estadio fue remodelado, con la instalación de nuevas torres de iluminación y césped artificial.
Anteriormente el CD La Cava jugaba en el Campo de La Mingola.

## Estadísticas del club
- Temporadas en 1ª: 0
- Temporadas en 2ª: 0
- Temporadas en 2ªB: 0
- Temporadas en 3ª: 12